# همه‌گیرشناسی فاضلاب بنیان
اپیدمیولوژی فاضلاب بنیان (یا نظارت مبتنی بر فاضلاب یا کاوش اطلاعات شیمیایی فاضلاب) روشی برای تعیین میزان مصرف مواد شیمیایی یا عوامل بیماری‌زا در یک جمعیت یا در معرض بودن آن جمعیت نسبت به این مواد است. این امر با اندازه‌گیری محتویات شیمیایی یا بیولوژیکی (نشانگرهای زیستی) در فاضلاب تولید شده توسط افرادی که فاضلابشان به حوضه آبریز تصفیه خانه فاضلاب وارد می‌شود، حاصل می‌شود. اپیدمیولوژی مبتنی بر فاضلاب معمولاً برای تخمین مصرف غیرقانونی مواد مخدر در جوامع یا جمعیت مورد استفاده قرار می‌گیرد، اما می‌تواند برای اندازه‌گیری مصرف الکل، کافئین، داروهای مختلف و سایر ترکیبات مورد استفاده قرار گیرد. اپیدمیولوژی مبتنی بر فاضلاب همچنین برای اندازه‌گیری میزان عوامل بیماری‌زا مانند سارس-کووی-۲ در یک جامعه به کار رفته‌است. تفاوت آن با آزمایش داروی سنتی، آزمایش ادرار یا مدفوع در این است که نتایج آن جمع کل جمعیت است. اپیدمیولوژی مبتنی بر فاضلاب یک کار میان رشته‌ای است که از متخصصانی مانند متصدیان تصفیه خانه فاضلاب، شیمی دانان تحلیلی و اپیدمیولوژیست‌ها استفاده می‌کند.

## نظارت ویروسی
فاضلاب را همچنین می‌توان از نظر وجود ویروس‌هایی که از طریق مدفوع دفع می‌شوند، مانند ویروس‌های انتروویروس پولیوویروس، آیشیو ویروس و کروناویروس آزمایش کرد. برنامه‌های نظارتی سیستماتیک فاضلاب برای نظارت بر ویروس‌های انتروویروس، یعنی ویروس فلج اطفال، از اوایل سال ۱۹۹۶ در روسیه آغاز شد. آزمایش فاضلاب به عنوان ابزاری مهم برای نظارت بر ویروس فلج اطفال توسط سازمان جهانی بهداشت شناخته شده‌است، خصوصاً در شرایطی که روش‌های نظارت اصلی وجود ندارد، یا بیم انتشار ویروس یا ورود ویروس برود. اپیدمیولوژی مبتنی بر فاضلاب ویروس‌ها این امکان را دارد که در مورد وجود شیوع ویروس در مواردی که هنوز شکی در خصوص شیوع ویروس بروز نکرده، اطلاع‌رسانی کند. طی دنیاگیری کووید-۱۹، اپیدمیولوژی مبتنی بر فاضلاب با استفاده از qPCR و / یا توالی‌یابی آران‌ای در کشورهای مختلف به عنوان یک روش مکمل برای ارزیابی بار کووید ۱۹ در جمعیت‌ها استفاده شد. برنامه‌های نظارتی منظم برای نظارت بر کروناویروس سندرم حاد تنفسی ۲ در فاضلاب در جمعیت کشورهایی مانند کانادا، چین، هلند، سنگاپور، اسپانیا و ایالات متحده اعمال شده‌است.
به تاریخ ۵ اوت ۲۰۲۰، سازمان جهانی بهداشت نظارت بر فاضلاب کروناویروس سندرم حاد تنفسی ۲ را به‌عنوان یک منبع بالقوهٔ مفید اطلاعات در مورد شیوع و روند زمانی کووید ۱۹ در جوامع به رسمیت می‌شناسد، در حالی که تأکید می‌کند که به شکاف‌های تحقیقاتی مانند ویژگی‌های ریزش ویروسی باید پرداخته شود.